# Хендерсон, Артур
Артур Хе́ндерсон (Гендерсон, англ. Arthur Henderson; 13 сентября 1863, Глазго — 20 октября 1935, Лондон) — лидер Лейбористской партии Великобритании.

## Биография
Родился в Глазго в 1863 в семье текстильного рабочего. Отец умер, когда ему было 10 лет. Работал литейщиком. Присоединился к методистской церкви, стал методистским проповедником. С 1892 года — сотрудник профсоюза литейщиков. В 1888 году Хендерсон женился на Элеоноре Уотсон. В семье родились дочь и трое сыновей, старший из них был убит во время первой мировой войны.
В 1900 году был одним из основателей комиссии представительства труда, которая стала основой созданной в 1903 году рабочей (Лейбористской) партии. В 1903 был избран в Парламент Великобритании и переизбирался туда от разных избирательных участков до своей смерти в 1935.
В 1911—1934 секретарь Лейбористской партии.
В период Первой мировой войны, в 1915—1917, Хендерсон входил в правительства Асквита и Ллойд Джорджа в качестве министра без портфеля, выступал за «войну до победного конца».
После Февральской революции 1917 приезжал в Россию, вёл переговоры с Временным правительством и Петроградским советом.
После окончания первой мировой поддерживал создание Лиги Наций. В 1924 году министр внутренних дел в первом лейбористском кабинете Макдональда; в 1929—1931 министр иностранных дел во 2-м кабинете Макдональда, которое в 1929 восстановило дипломатические отношения с СССР, разорванные Великобританией в 1927. В 1932—1933 председатель Женевской конференции по разоружению. Лауреат Нобелевской премии мира 1934 года.